# Listă de chirurgi români
Aceasta este o listă de chirurgi români:

## Chirurgie generală
- Constantin Angelescu
- Pius Brânzeu
- Adrian Cotârleț [1][2][3]
- Constantin Ciuce
- Alexandru Cosãcescu
- Constantin Dimitrescu-Severeanu
- Dan Gavriliu
- Victor Gomoiu
- Nicolae Hortolomei
- Iacob Iacobovici
- Thoma Ionescu
- Amza Jianu
- Ioan Jak Rene Juvara
- Dan Sabău
- Dan Setlacec
- Marta Trancu-Rainer
- Ion Turai
- Dumitru Vereanu

## Chirurgie cardiovasculară
- Dan Setlacek
- Ioan Pop de Popa
- Marian Ionescu
- Radu Deac

## Chirurgie hepatică și transplant
- Irinel Popescu

## Chirurgie infantilă
- Alexandru Pesamosca

## Chirurgie oncologică
- Sandu Bologa
- Ion Chiricuță

## Chirurgie oro-maxilo-facială
- Alexandru Bucur

## Chirurgie pediatrică
- Andreea Ciubotaru
- Niculina Bratu [4]
- Cătălin Cârstoveanu [5]
- Sergiu Stoica [6][7][8][9]
- Sorin Târnoveanu [10][11][6]

## Chirurgie plastică și reconstructivă
- Tiberiu Bratu [12][13][14][15]
- Ștefan Dorobanțu
- Athanasios Fragkos [16][17][18][19][20][21]
- Dana Jianu [22][23][24]
- Lucian Jiga [25][26]
- Ioan Lascăr [27][28]
- Elena Marincea, chirurgul care a efectuat primele implanturi mamare din România, începând din 1990[29][30]
- Toma Mugea [31][32][33][34][35]
- Veronika Petrovici
- Constantin Stan (chirurg) [36][37]
- Dan Mihail Stana [38][39][40][41]
- Horia Șiclovan [42][43]

Chirurgia obezității
- Cătălin Copăescu, primul specialist în chirurgie bariatrică și metabolică din România (chirurgia obezității). [44][45][46][47][48]

Chirurgie plastică pentru copii
- Dan Mircea Enescu [49][50][51]

## Chirurgie toraco-pulmonară
- Ioan Cordos
- Cornel Cărpinișan
- Stelian Ivașcu

## Neurochirurgie
- Constantin Arseni
- Bogdan Azamfirei [52][53][54]
- Dimitrie Bagdasar
- Vladimir Ciurea[55]
- Leon Dănăilă
- Ștefan Florian [56]
- Sofia Ionescu-Ogrezeanu (1920-2008), prima femeie neurochirurg din lume[57][58]
- Vasile Miclăuș
- Ștefan Tristan Iacob

## Alți chirurgi români
- Andreea Ciubotaru, singurul chirurg roman care opereaza cataracta congenitala prin tehnica BIL.
- Eugen Aburel
- Constantin Andreoiu
- Paul Anghel (chirurg)
- George Assaky
- Radu Bălănescu
- Constantin Botez
- Victor Costache, specialist în chirurgie cardiovasculară și toracică[59]
- Gheorghe Chipail
- Sergiu Duca
- Eugen Târcoveanu
- Andrei Firică
- Dorin Florea
- Oscar Franche
- Ioan Virgil Ilian
- Constantin Isac
- Costache Lazăr
- Mihai Lucan
- Rubin Munteanu, realizează operații de micșorare a stomacului, intervenție care poate fi o soluție în tratarea obezității[60]
- Nicolae Negură
- Sorin Oprescu
- Gheorghe Plăcințeanu
- Alexandru Pop (chirurg)
- Zeno Popovici
- Eugeniu Gh. Proca
- Ludovic Russ senior
- Leon Sculy Logothetides
- Mihai Ștefănescu-Galați
- Ioan Tănăsescu (chirurg)
- Dan Theodorescu
- Alexandru Tzaicu
- Ion Țurai
- George Udrischi